# Derocrepis aesculi
Derocrepis aesculi är en skalbaggsart som först beskrevs av Dury 1906.  Derocrepis aesculi ingår i släktet Derocrepis och familjen bladbaggar. Inga underarter finns listade i Catalogue of Life.